# Tipula (Savtshenkia) sardosignata
Tipula (Savtshenkia) sardosignata is een tweevleugelige uit de familie langpootmuggen (Tipulidae). De soort komt voor in het Palearctisch gebied.